# Viktorivka, Berezivka
Viktorivka (în ucraineană Вікторівка) este un sat în comuna Berezivka din raionul Berezivka, regiunea Odesa, Ucraina.

## Demografie
Componența lingvistică a localității Viktorivka
     Ucraineană (97,39%)
     Rusă (1,83%)
     Alte limbi (0,78%)
Conform recensământului din 2001, majoritatea populației localității Viktorivka era vorbitoare de ucraineană (97,39%), existând în minoritate și vorbitori de rusă (1,83%).